# Massaga monteirona
Massaga monteirona là một loài bướm đêm trong họ Noctuidae.